# Két királynő
A Két királynő (eredeti cím: Mary Queen of Scots) 2018-ban bemutatott brit-amerikai történelmi-filmdráma, melyet Josie Rourke (rendezői debütálás) rendezett és Beau Willimon írt, John Guy 2004-es Queen of Scots: The True Life of Mary Stuart című életrajza alapján. A főszerepben Saoirse Ronan, mint Mary, a skót királynő és Margot Robbie, mint unokatestvére, I. Erzsébet. További szereplők Jack Lowden, Joe Alwyn, David Tennant és Guy Pearce.
A Két királynő világpremierje az AFI fesztivál záró estéjén volt 2018. november 15-én, majd az Amerikai Egyesült Államokban 2018. december 7-én, az Egyesült Királyságban pedig 2019. január 18-án jelent meg. Magyarországon 2019. január 31-én mutatta be a UIP-Dunafilm.
A film általánosságban vegyes értékeléseket kapott a kritikusoktól, dicsérték a szereplők alakítását (különösen Ronanét és Robbiét) és a jelmezeket, ám kritizálták a forgatókönyvet számos történelmi pontatlanság miatt. A film három jelölést kapott a 72. British Academy Film Awards-on, és két jelölés a legjobb jelmeztervezésért és a legjobb sminkért és frizuráért a 91. Oscar-díj átadóján. Teljesítményéért Robbie SAG-díj és a BAFTA-díj jelöléseket kapott, mint a legjobb női mellékszereplő.

## Cselekmény
A karizmatikus Mary Stuart (Saoirse Ronan) viharos élete megváltozik, amikor 16 évesen Franciaország királynőjévé válik, 18 évesen pedig megözvegyül. Az új házasságra nehezedő nyomással visszatér szülőföldjére, Skóciába, a jogos trónjának visszaszerzése érdekében. Skócia és Anglia azonban I. Erzsébet (Margot Robbie) fennhatósága alá tartozik.
Mary levelet küld Erzsébetnek, amelyben azt reméli, képesek lesznek harmóniában egymás mellett uralkodni. Erzsébet igenlően és kegyesen válaszol. A férfi udvaroncok között azonban morgolódás alakul ki, mert nőket kell szolgálniuk. Erzsébetet megpróbálják Mary ellen fordítani, hogy ellenségként tekintsenek egymásra.
Mary ismét férjhez megy, ezúttal Henry Stuarttal köt házasságot és születik egy fiuk, James. Erzsébet, aki még mindig gyermektelen, kezdi azt hinni, Mary el akarja venni az angol trónt. Erzsébet férfi tanácsadói ragaszkodnak ahhoz, hogy háborúba induljon Skóciával. Az egyes udvarokon belüli árulás, lázadás és összeesküvések mindkét trónt veszélyeztetik – és tragikus kimenetelhez vezetnek.

## Szereplők
| Szerep                                                           | Színész             | Magyar hang            |
| ---------------------------------------------------------------- | ------------------- | ---------------------- |
| Stuart Mária – skót királynő, Erzsébet unokatestvére             | Saoirse Ronan       | Gáspár Kata            |
| I. Erzsébet – Mary unokatestvére, Anglia és Írország királynője  | Margot Robbie       |                        |
| Henry Darnley – Mary második férje                               | Jack Lowden         | Markovics Tamás        |
| Robert Dudley – Erzsébet tanácsadója és szeretője                | Joe Alwyn           |                        |
| John Knox – a skót egyház alapítója                              | David Tennant       | Csuha Lajos            |
| William Cecil – Erzsébet tanácsadója                             | Guy Pearce          | Pál Tamás              |
| Bess of Hardwick – Erzsébet barátnője és bizalmasa, Mary testőre | Gemma Chan          |                        |
| Lord Bothwell – Mária harmadik férje                             | Martin Compston     | Barabás Kiss Zoltán    |
| David Rizzio – Mária közeli barátja és bizalmasa                 | Ismael Cruz Córdova |                        |
| Lennox grófja – Lord Darnley apja                                | Brendan Coyle       | Németh Gábor           |
| Lord Maitland – skót lordkancellár                               | Ian Hart            | Rubold Ödön            |
| Lord Randolph – Erzsébet nagykövete Skóciában                    | Adrian Lester       | Horváth-Töreki Gergely |
| Lord Randolph – James, Moray grófja, skót kormányzó              | James McArdle       | Markovics Tamás        |